# Улітіна Марія Станіславівна
Марія Станіславівна Улітіна (нар. 5 листопада 1991 у м. Дніпропетровськ, Україна) — українська бадмінтоністка. Майстер спорту України міжнародного класу, чемпіонка України, учасниця Олімпійських ігор 2016.

## Виступи на Олімпіадах
| Олімпіада | Дисципліна       | Місце |
| --------- | ---------------- | ----- |
| Ріо 2016  | одиночний розряд | 13-9  |

## Фінали

### BWF International Challenge/Series
Одиночний розряд
| Рік  | Турнір                  | Суперниця        | Рахунок             | Результат  |
| ---- | ----------------------- | ---------------- | ------------------- | ---------- |
| 2016 | Estonian International  | Ліань Тан        | 19-21, 14-21        | Фіналістка |
| 2015 | Bulgarian International | Ольга Конон      | 21-19, 16-21, 14-21 | Фіналістка |
| 2015 | Slovenia International  | Міа Бліхфелдт    | 17–21, 21–17, 21–12 | Перемога   |
| 2015 | Polish Open             | Карін Шхнаасе    | 19-21, 15-21        | Фіналістка |
| 2014 | Czech International     | Мішель Лі        | 14-21, 17-21        | Фіналістка |
| 2014 | Estonian International  | Євгенія Косецька | 16-21, 21-23        | Фіналістка |
| 2013 | Slovenia International  | Лена Клаусен     | 21–11, 21–12        | Фіналістка |
| 2012 | Hungarian International | Ольга Голованова | 21-11, 17-21, 21-16 | Перемога   |

Парний розряд
| Рік  | Турнір                   | Партнер        | Суперники                 | Рахунок      | Результат  |
| ---- | ------------------------ | -------------- | ------------------------- | ------------ | ---------- |
| 2011 | Lithuanian International | Наталія Войцех | Анна Кобтсеба Олена Прус  | 12-21 19-21  | Фіналістка |
| 2011 | Estonian International   | Наталія Войцех | Селена Пієк Іріс Табелінь | 12-21 16-21  | Фіналістка |
| 2010 | Slovak Open              | Наталія Войцех | Селена Пієк Іріс Табелінь | 10-21 18-21  | Фіналістка |
| 2010 | Kharkiv International    | Наталія Войцех | Анна Кобтсеба Олена Прус  | 23-21, 21-12 | Перемога   |

     BWF International Challenge
     BWF International Series
     BWF Future Series